# Porphyrinia grisescens
Porphyrinia grisescens là một loài bướm đêm trong họ Noctuidae.